# گیکاو (زاکسن-آنهالت)

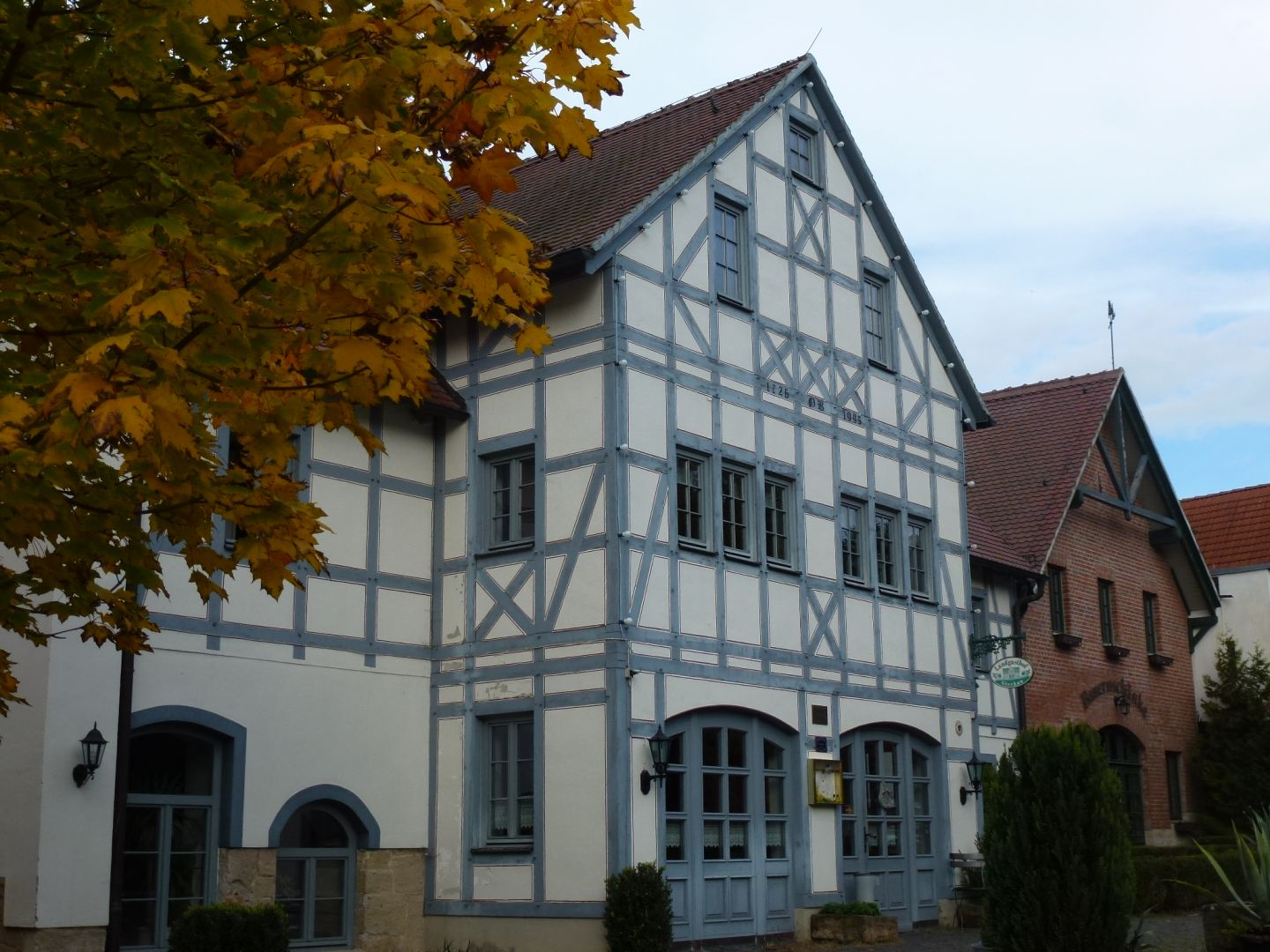
منطقه گیکاو آلمان

گیکاو (به آلمانی: Gieckau) یک منطقهٔ مسکونی در آلمان است که در وتاو واقع شده‌است. گیکاو ۳۴۳ نفر جمعیت دارد.